# Peter Giles (Sänger)
Peter Giles (* 15. Februar 1939) ist ein britischer Sänger (Countertenor), Gesangspädagoge und Musikwissenschaftler.

## Leben
Er begann seine Karriere als Chorknabe an einem der rein männlichen Kathedralchöre in London, später studierte er Gesang bei dem Countertenor John Whitworth. Seine ersten Engagements als Profimusiker waren an der Kathedrale von Ely und an der Kathedrale von Lichfield, dann an der Kathedrale von Canterbury von 1978 bis 1994. Er hatte zahlreiche konzertante Auftritte als Solist im Vereinigten Königreich und außerhalb. Er tritt auch auf im Fernsehen mit Soloprogrammen und Lesungen.
Er nahm zusätzlichen Unterricht bei Arthur Hewlett und spezialisierte sich auf die Sinuston-Technik von Ernest George White, die in der Gesangsausbildung von Stimmen, insbesondere von Countertenören, besonderen Wert auf die Ausnutzung der Resonanzen im Kopfraum legt. In dieser Methode unterrichtet er heute Sprache und Gesang. Mit dem Männer-Trio Canterbury Clerkes trat er über einen Zeitraum von 25 Jahren auf. Im Juni 2000 gründete er das gemischte Gesangsquintet Quodlibet, das er leitet und von dem es drei Aufnahmen gibt. Er war außerdem Organist und Chorleiter an verschiedenen Kirchen und schult und dirigiert Chöre.
Er schrieb mehrere grundlegende musikwissenschaftliche Werke zum Thema Countertenor.

## Diskografie

### Zusammen mit dem Trio Canterbury Clerkes
sechs Aufnahmen
- Fill Your Glasses: Convivial English Glees 1986 (zusammen mit dem London Serpent Trio)

### Quintett Quodlibet
- In These Delightful Pleasant Groves
- North & South
- Mixed Assortment

### Gedichtlesung
- Choose Me, You English Words; Peter Giles reads Poems from Yesterday

## Schriften
- A basic Countertenor Method for teacher and student, 2. Auflage, Kahn & Averill, London 2005.
- zusammen mit David Mallinder: The Counter Tenor. Frederic Muller Limited, London 1982; wurde ersetzt durch die neue Auflage:
- The History and Technique of the Counter-Tenor. A study of the male high voice family. Scolar Press, Ashgate 1994